# Elachertus
Elachertus is een geslacht van vliesvleugeligen uit de familie Eulophidae. De wetenschappelijke naam van dit geslacht is voor het eerst geldig gepubliceerd in 1811 door Spinola.

## Soorten
Het geslacht Elachertus omvat de volgende soorten:
- Elachertus abditus Szelényi, 1977
- Elachertus acaciae (Risbec, 1951)
- Elachertus adimalicus Narendran, 2011
- Elachertus advena Timberlake, 1926
- Elachertus aenigmatis Narendran, 2011
- Elachertus aequalis Förster, 1841
- Elachertus aeruginosus Förster, 1841
- Elachertus affinis Masi, 1911
- Elachertus agonoxenae Kerrich, 1961
- Elachertus anthophilae Boucek, 2002
- Elachertus antillarum (Gahan, 1922)
- Elachertus arenarius Erdös, 1966
- Elachertus artaeus (Walker, 1839)
- Elachertus asokai Narendran, 2011
- Elachertus asycritus Narendran, 2011
- Elachertus atamiensis Ashmead, 1904
- Elachertus ater Zhu & Huang, 2001
- Elachertus atus Schauff, 1985
- Elachertus auripes (Girault, 1913)
- Elachertus australis (Girault, 1913)
- Elachertus azerbaidzhanicus (Boucek, 1971)
- Elachertus basilaris Ashmead, 1904
- Elachertus bisurmanus Erdös, 1966
- Elachertus breviclavus Chishti & Shafee, 1988
- Elachertus brevicornis (Masi, 1917)
- Elachertus cacoeciae Howard, 1885
- Elachertus cardiospermi Schrottky, 1911
- Elachertus catta (Walker, 1839)
- Elachertus caudatus Howard, 1894
- Elachertus ceramidiae Burks, 1962
- Elachertus charondas (Walker, 1839)
- Elachertus cicatricosus (Girault, 1915)
- Elachertus cidariae Ashmead, 1898
- Elachertus coerulescens Nees, 1834
- Elachertus cyaneus Förster, 1841
- Elachertus decemdentatus (Girault, 1915)
- Elachertus delirus (Girault, 1913)
- Elachertus deplanatus (Ratzeburg, 1852)
- Elachertus dericus Narendran, 2011
- Elachertus ditissimus Förster, 1841
- Elachertus divergens Zhu & Huang, 2001
- Elachertus edisoni (Girault, 1915)
- Elachertus erse (Walker, 1839)
- Elachertus eublemmae Risbec, 1951
- Elachertus europs (Walker, 1839)
- Elachertus facialis Förster, 1841
- Elachertus fenestratus Nees, 1834
- Elachertus flavifuniculus Zhu & Huang, 2001
- Elachertus flavimaculatus Zhu & Huang, 2001
- Elachertus fraterculus (Girault, 1915)
- Elachertus fullawayi (Yoshimoto & Ishii, 1965)
- Elachertus fulvus Yefremova, 2008
- Elachertus gallicus Erdös, 1958
- Elachertus giffardi Timberlake, 1927
- Elachertus guamensis (Fullaway, 1913)
- Elachertus gyes (Walker, 1839)
- Elachertus harrisinae (Ashmead, 1887)
- Elachertus howardii (Ashmead, 1904)
- Elachertus idomene Walker, 1846
- Elachertus indicus (Khan & Sushil, 1998)
- Elachertus insuetus (Gahan, 1914)
- Elachertus insularis (Risbec, 1957)
- Elachertus inunctus Nees, 1834
- Elachertus inventrix (Girault, 1915)
- Elachertus isadas (Walker, 1839)
- Elachertus jurus Narendran, 2011
- Elachertus kainophanestus Narendran, 2011
- Elachertus kashmiricus Narendran, 2011
- Elachertus kopetdagensis Efremova & Myartseva, 1994
- Elachertus kraussi (Yoshimoto & Ishii, 1965)
- Elachertus laevis (Förster, 1841)
- Elachertus lanotus Narendran, 2011
- Elachertus lapponicus Thomson, 1878
- Elachertus lasiodermae Hedqvist, 1977
- Elachertus lateralis (Spinola, 1808)
- Elachertus latifasciatus (De Santis, 1988)
- Elachertus leroyi Risbec, 1958
- Elachertus levigatus (Howard, 1897)
- Elachertus loh Schauff, 1985
- Elachertus longipetiolus Boucek, 1971
- Elachertus longiramulus Zhu & Huang, 2001
- Elachertus louisiana (Girault, 1917)
- Elachertus lunatus Förster, 1841
- Elachertus malabaricus Narendran, 2011
- Elachertus marginalis (Wollaston, 1858)
- Elachertus marmoraticeps (Girault, 1926)
- Elachertus melleus (Brèthes, 1920)
- Elachertus metallicus Howard, 1897
- Elachertus minoculatus Szelényi, 1980
- Elachertus multidentatus (Girault, 1917)
- Elachertus nedumbassericus Narendran, 2011
- Elachertus nigricoxatus Yoshimoto & Ishii, 1965
- Elachertus nigrithorax (Girault, 1913)
- Elachertus nigromaculatus (Risbec, 1951)
- Elachertus niveicornis (Girault, 1915)
- Elachertus nuperus Narendran, 2011
- Elachertus obliquus Zhu & Huang, 2001
- Elachertus oligiramus Zhu & Huang, 2001
- Elachertus parallelus Zhu & Huang, 2001
- Elachertus paucifasciatus (Girault, 1915)
- Elachertus pellucidus Förster, 1861
- Elachertus petiolifuniculus Zhu & Huang, 2001
- Elachertus pilifer Zhu & Huang, 2001
- Elachertus pilosiscuta Boucek, 1971
- Elachertus piperis Narendran, 2009
- Elachertus plagiatus Förster, 1841
- Elachertus platynotae (Howard, 1885)
- Elachertus polygoni Erdös, 1958
- Elachertus ponapensis Yoshimoto & Ishii, 1965
- Elachertus propodiatus Narendran, 2011
- Elachertus pulcher (Erdös, 1961)
- Elachertus radhakrishnai Narendran, 2011
- Elachertus ramosus Zhu & Huang, 2001
- Elachertus reticulatus Ratzeburg, 1852
- Elachertus scobiciae Erdös, 1958
- Elachertus scutellaris Zhu & Huang, 2001
- Elachertus scutellatus Howard, 1894
- Elachertus semiflavus (De Santis, 1955)
- Elachertus silvensis (Girault, 1913)
- Elachertus similis (Girault & Dodd, 1915)
- Elachertus simithorax (Girault, 1915)
- Elachertus sinui Narendran, 2004
- Elachertus sobrinus (Girault & Dodd, 1915)
- Elachertus sobrius (Walker, 1872)
- Elachertus spilosomatis Howard, 1891
- Elachertus suada (Walker, 1839)
- Elachertus sulcatus Zhu & Huang, 2001
- Elachertus suttneri (Girault, 1913)
- Elachertus sylvarum Graham, 1983
- Elachertus thoreauini (Girault, 1915)
- Elachertus timidus Förster, 1841
- Elachertus trisulcus (Girault, 1916)
- Elachertus tumidiscapus Askew, 1982
- Elachertus varicapitulum Zhu & Huang, 2001
- Elachertus walkeri (Ratzeburg, 1848)
- Elachertus zandanicus Narendran, 2011
- Elachertus zellus Narendran, 2011